# Bobforce

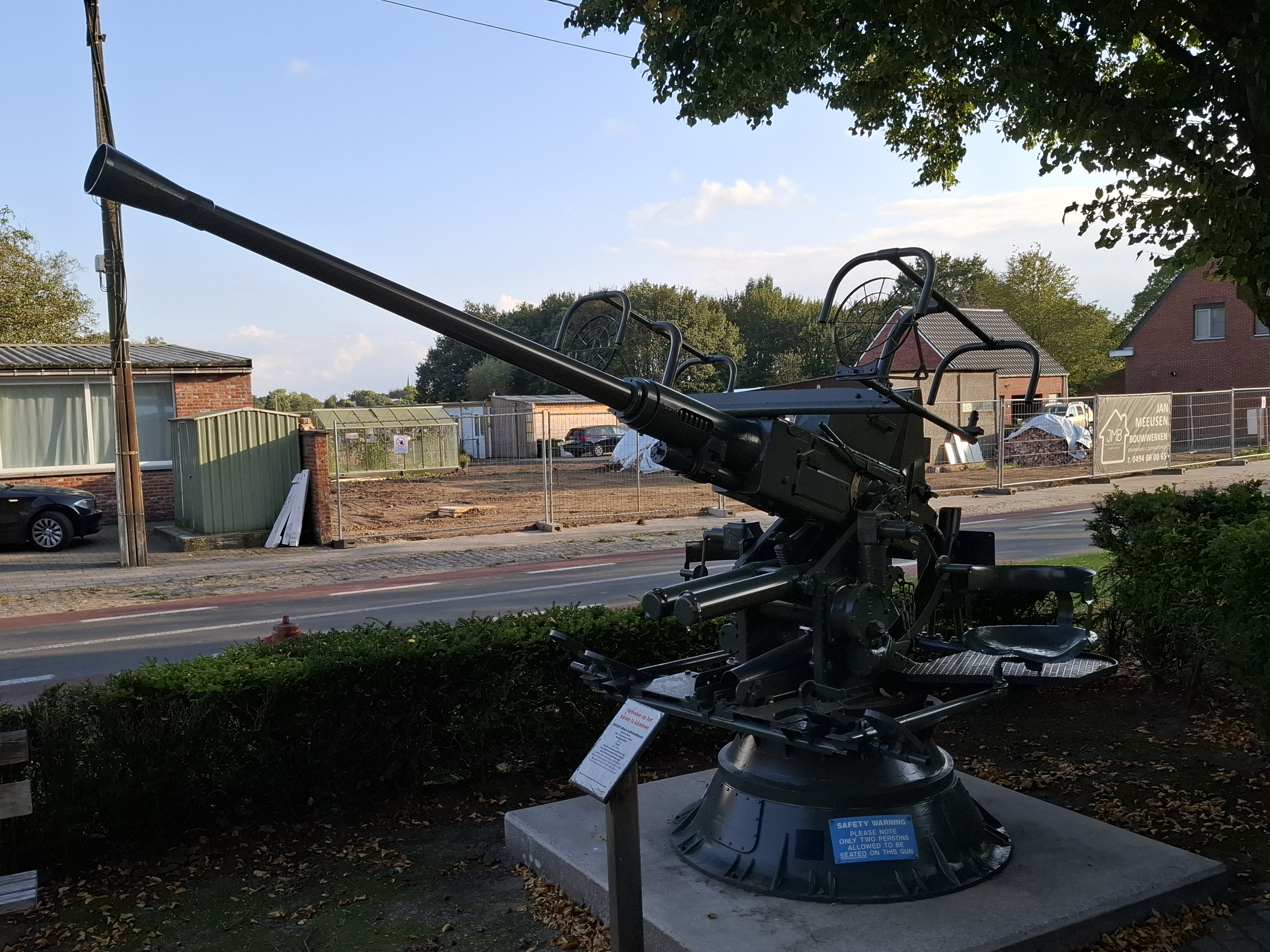
Het Boforce kanon van de gelegeneheidsformatie Bobforce (Monument Wuustwezel)

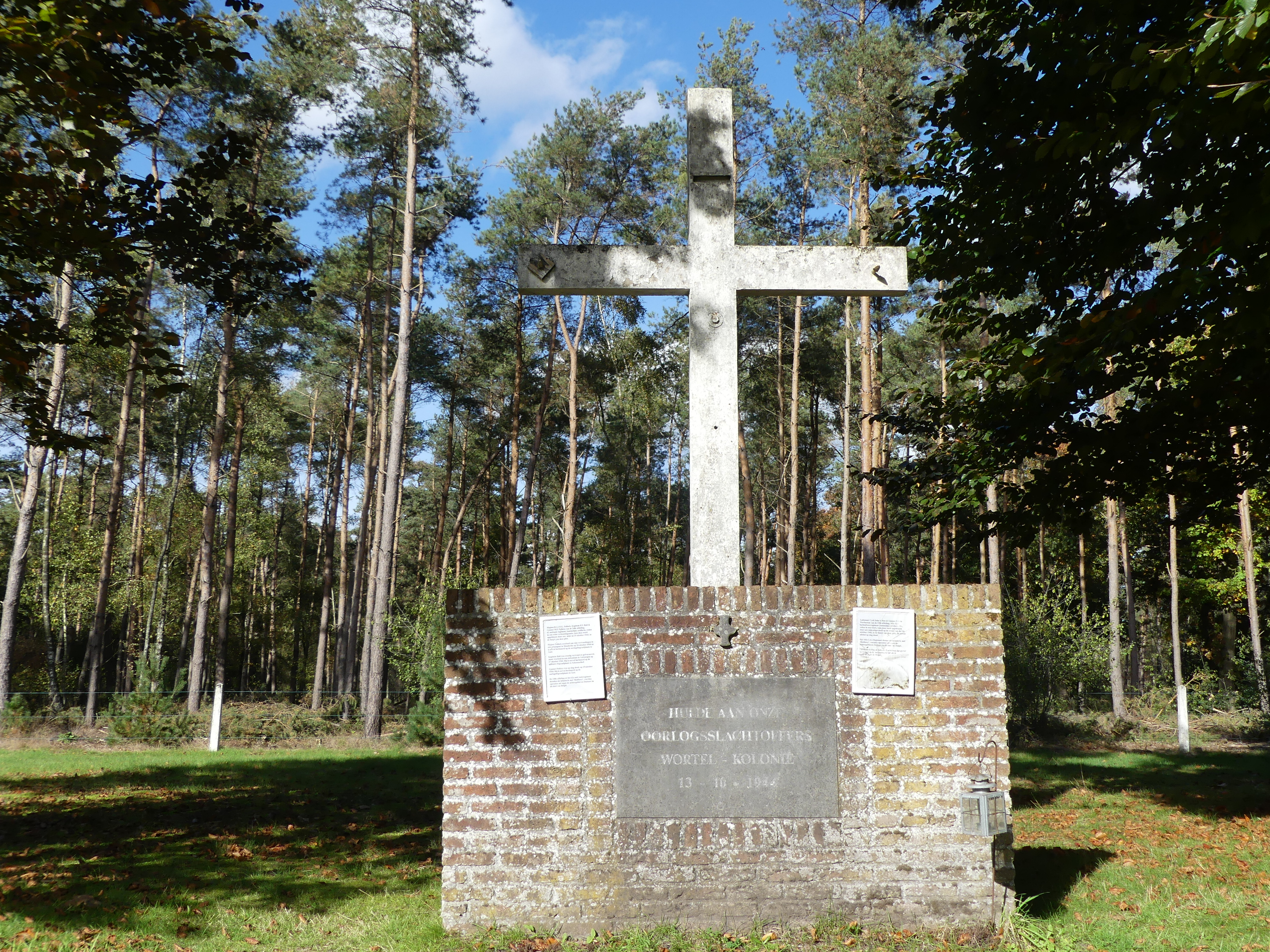
Herinneringsmonument voor de oorlogslachtoffers in Wortel-Kolonie. De twee kleine bordjes gaan over soldaten van Bobforce

Bobforce was een tijdelijke gevechtsformatie van het Britse leger die in oktober 1944 werd gecreëerd om een gat in de linie op te vullen tijdens de gevechten rond Rijkevorsel en Hoogstraten in de aanloop naar Operatie Pheasant. Bobforce stond onder bevel van luitenant-kolonel H.C. Cory en bestond uit een combinatie van luchtafweereenheden, infanterie, pantservoertuigen en Belgische verzetsgroepen.

## Achtergrond
In oktober 1944 bevond het Britse 1e Legerkorps zich in een situatie waarbij het front uitgerekt was over een lengte van 45 kilometer, van Poppel tot Hoogerheide. Aanvallen werden uitgevoerd door de 2e Canadese Infanteriedivisie en de Polar Bears, maar er ontstond een gapend gat in het front bij het pas bevrijde Rijkevorsel.
Om dit gat te dichten, werd Bobforce gevormd. Deze eenheid was gebaseerd op het 89e Light Anti-Aircraft Regiment van de Royal Artillery van de Polar Bears Divisie, dat in eerste instantie was bedoeld voor luchtafweer, maar door het gebrek aan vijandelijke luchtactiviteit werd herbestemd tot een infanterie-eenheid. Bobforce had slechts beperkte offensieve slagkracht en werd voornamelijk ingezet voor verdedigende operaties en patrouilles.

## Samenstelling
De kern van Bobforce bestond uit het 89e Light Anti-Aircraft Regiment, aangevuld met troepen van het 102e Light Anti-Aircraft Regiment en het 62e Anti-Tank Regiment. Het 49e Verkenningsregiment leverde pantservoertuigen, en ondersteunende troepen zoals genietroepen en medische eenheden kwamen van de 757e Field Company van de Royal Engineers en de 187e Field Ambulance. Bobforce stond onder commando van majoor Simpson, na de inname van Hoogstraten onder luitenant-kolonel Corly.
Bobforce bestond uit een mix van Britse ondersteunende troepen, waaronder artillerie en genietroepen. Zo kwam er het 62e Anti-tank Regiment op rust terug uit Normandië en die werd ook bij Bobforce ingeschoven. Deze konden over de hele linie gebruikt worden waar er Duitse tankaanvallen waren, ongeacht welke divisie het was. Ook werd deze formatie aangevuld met lokale Belgische verzetsgroepen, zoals leden van het Onafhankelijkheidsfront en het Geheim Leger uit Turnhout, Beerse en Rijkevorsel. Deze verzetsstrijders, onder leiding van commandant L. Van de Werve de Schilde, werden ingezet voor bewakingsopdrachten en patrouilles in de regio, en dienden soms zelfs in de eerste linie.

## Acties tijdens Operatie Pheasant
Op 20 oktober 1944 begon Operatie Pheasant met als doel de Duitsers uit Noord-Brabant te verdrijven. Bobforce voerde voornamelijk schijnaanvallen en artilleriebeschietingen uit ter ondersteuning van de flankerende aanvallen door de 49e en 2e Canadese Infanteriedivisie. Ondanks hun beperkte offensieve slagkracht, slaagde Bobforce erin om de Duitse 711e Infanteriedivisie onder druk te houden en hen uiteindelijk te dwingen hun posities te verlaten.
Bobforce speelde een belangrijke rol in de omsingeling van Hoogstraten, vergelijkbaar met de Zak van Falaise. De Duitsers trokken zich op 23 oktober 1944 terug uit Hoogstraten om niet omsingeld te raken, waarbij ze de Sint-Katharinakerk opbliezen om te voorkomen dat deze door de geallieerden als observatiepost kon worden gebruikt.
Tijdens de operaties van Bobforce waren er verschillende incidenten waarbij leden van het regiment hun leven verloren door mijnexplosies in de regio rond Hoogstraten en Rijkevorsel.

### Kerktoren van Hoogstraten
Een belangrijk aspect van de Duitse verdedigingsstrategie rond Hoogstraten was het gebruik van de 104 meter hoge kerktoren van de Sint-Katharinakerk als uitkijkpost. Duitse wachtposten in de toren hadden een directe telefoonverbinding met het hoofdcommando in de streek, waardoor zij zeer nauwkeurige artillerie-aanvallen konden coördineren. Dit zorgde ervoor dat de geallieerde troepen, waaronder Bobforce, voortdurend onder dreiging stonden van gericht artillerievuur. 
Een verslag van Jos Feyen van het Geheim Leger illustreert hoe gevaarlijk deze uitkijkpost was. Feyen beschrijft hoe hij met zijn sectie uit Beerse in een boerderij bij het kruispunt in Bolk verbleef en regelmatig voedsel ging halen bij de Britse troepen in de buurt. De Britse soldaten waarschuwden hen om in dekking te blijven omdat ze zichtbaar waren vanaf de kerktoren van Hoogstraten. Na enkele dagen negeerden Feyen en zijn sectie deze waarschuwingen en bewogen zich openlijk over de weg. Dit bleek een fatale fout: Duitse artillerie beschoot onmiddellijk hun positie en het dak van de boerderij werd geraakt. Drie van hun mannen raakten gewond en de auto van hun commandant, Van de Werve de Schilde, werd vernietigd. Gelukkig overleefde de commandant het incident zonder verwondingen.
De boerderij werd rond 19:30 uur geraakt door een artilleriesalvo en incasseerde vijf voltreffers. De gewonden waren overste J. Segers, Ben Roefs en Johan Van Loon, allen afkomstig uit Beerse. De posities van de sectie uit Turnhout en het 49e Verkenningsregiment werden eveneens onder vuur genomen, wat hen dwong zich terug te trekken.
De strategische waarde van de kerktoren maakte rechtstreekse gevechten in Hoogstraten bijzonder riskant voor de geallieerden. Daarom werd de tactiek van de Zak van Falaise toegepast, waarbij Hoogstraten werd omsingeld in plaats van frontaal aangevallen. Door de inname van Breda op 29 oktober 1944 door de 1e Poolse Pantserdivisie onder leiding van generaal Stanisław Maczek, werd de omsingeling van Hoogstraten voltooid. De Duitse troepen evacueerden de stad in de vroege ochtend van 23 oktober om niet ingesloten te worden. Om 4:40 uur bliezen de Duitsers de kerktoren van de Sint-Katharinakerk op met 2000 kg dynamiet, een veelgebruikte tactiek om te voorkomen dat de geallieerden strategische uitkijkpunten zouden gebruiken.

### Kapitein Brackenbury trekt Hoogstraten binnen
Kapitein Brackenbury was een van de drie kapiteins van Bobforce. Hij was aanvoerder van de 308e batterij van het 89e L.A.A. Regiment:"Er werd beslist dat we naar Hoogstraten zouden optrekken. Ik kreeg van de majoor bevel op te rukken langs de hoofdweg... We ontmoetten geen tegenstand meer. Ik reed Hoogstraten binnen rond een uur of vijf in de namiddag. Daar ontdekte ik dat de weg geblokkeerd werd door het puin van de kerk. Ik lichtte majoor Simpson in en hij volgde al snel met twee carriers." Kapitein Brackenbury was eregast bij de viering van 50 jaar bevrijding in 1994.

## Gesneuvelde leden
Op 25 oktober 1944 werden Majoor H.G.ST.G. Pollock, Kapitein F.F. Hall en Gunner H.F. Pethica van de 248ste afdeling, 62e anti-tankregiment, Royal Artillery, getroffen toen hun witte verkenningsauto op een mijn reed in de buurt van Rijkevorsel. Majoor Pollock overleed aan zijn verwondingen op 26 oktober in een veldhospitaal in Mendicitie en werd later begraven op de oorlogsbegraafplaats in Geel. Kapitein Hall werd zwaar gewond geëvacueerd, maar overleed op 27 oktober 1944 in een ziekenhuis in Antwerpen. Hij is eervol herinnerd op de militaire begraafplaats te Schoonselhof. Gunner Pethica kwam op slag om bij de explosie op 25 oktober en ligt eveneens begraven op de oorlogsbegraafplaats in Geel.
Een dag eerder, op 24 oktober 1944, werden Luitenant Cyril John le Rue en Gunner Edwin Warburton van de 338e afdeling, 102e Light Anti-Aircraft Regiment, eveneens dodelijk getroffen toen hun truck op een mijn reed in dezelfde omgeving. Beide mannen kwamen op slag om en werden begraven op de oorlogsbegraafplaats in Leopoldsburg. Het 102e LAA Regiment was, net als de 248e afdeling, ingezet als infanterie binnen Bobforce en voerde operaties uit tegen Duitse troepen die in de regio achtergebleven waren.
In Wortel-Kolonie staat een herinneringsmonument voor de oorlogslachtoffers. met twee kleine bordjes voor deze gesneuvelde leden van Bobforce.